# Maria Tescanu Rosetti
Maria Rosetti-Tescanu, conosciuta come Maruca Cantacuzino o Maruca Enescu (Tescani, 18 luglio 1879 – Ginevra, 23 dicembre 1968), è stata una principessa rumena, nota per il drammatico triangolo amoroso con Nae Ionescu e George Enescu, di cui diventerà in seguito la moglie.

## Biografia
La madre Alice (nata Jora, con studi a Stuttgart, figlia di Al. Jora e Smaranda Rosetti-Pribeşti) e il papà Dumitru (figlio di Costache Rosetti Tescanu con un dottorat in diritto e una laurea in filosofia), entrambi discendenti di vecchie famiglie di boiardi, guidarono i primi passi della figlia nella vita, ma furono anche la fonte di delusioni in una serie di eventi negativi che seguirono ed in seguito ai quali Maruca si convinse di far parte di una famiglia dannata. Suo padre, un uomo che aveva ottenuto due lauree a Parigi, si suicidò all'età di 45 anni, senza dare alcuna spiegazione del motivo di questo gesto disperato. Anche il fratello Costantino "Dovie", inspiegabilmente, mise fine ai suoi giorni, mentre la sorella minore, Elena "Nellie", morì pazza, esattamente come Eufrosina, la nonna in linea paterna.

### Vita personale

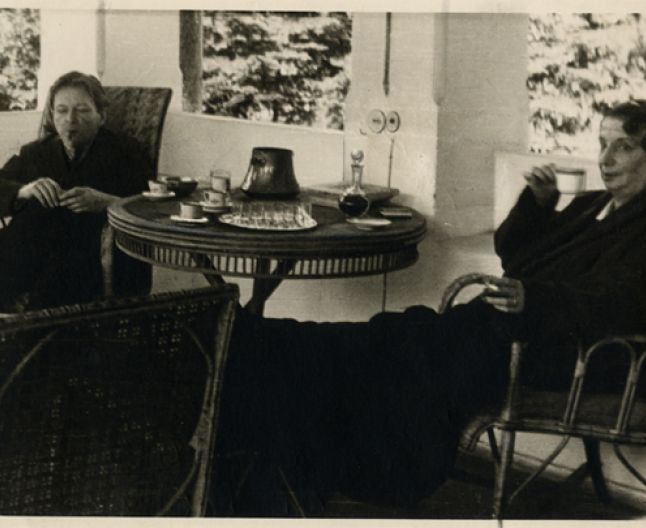
George Enescu e Maruca Cantacuzino mentre prendono il caffè sulla terrazza della loro villa "Luminiş" a Sinaia

All'età di 18 anni divenne principessa in seguito al matrimonio con il principe Mihail G. "Mişu" Cantacuzino, ministro di giustizia nel 1910 nei governi di Petre Carp, Titu Maiorescu e poi tra il 1916-1918 nel governo di Ionel I.C. Bratianu). Non fu un matrimonio felice, dopo anni di matrimonio e due figli (il pilota Constantin "Bâzu" Cantacuzino morto nel 1958 e Alice), Maruca chiese il divorzio in seguito alla scoperta del tradimento del marito con la sorella Nellie. La coppia rimase comunque insieme sotto lo stesso tetto per amore dei figli, e Maruca trovo sollievo nell'amore di George Enescu, conosciuto quando aveva 20 anni.
Conobbe George Enescu in una serata di marzo del 1898, all'Ateneo rumeno, quando Enescu, sostenuto davanti alla regina Elisabetta da Elena Bibescu, fece il suo debutto a 18 anni suonando il "Poema Rumeno". Si incontrarono di nuovo nel 1907 nel parcul del Castello di Peleș ed il loro amore sbocciò sette anni più tardi, nel 1914. Enescu fu ospite nelle sue case di Bucarest in qualità di "cantante di corte", dove suovana spesso nelle serate musicali che la principessa organizzava o partecipava a manifestazioni organizzate dalle signore dell'alta società con il patrocinio della regina Maria per protestare contro le misure adottate dal governo del generale Averescu. George Enescu regalò in seguito a Maruca la villa "Luminiş" a Sinaia, luogo dove il compositore compose l'opera Oedip, dedicata alla principessa, un semplice M.R.T..
Nell'agosto 1928, il marito perse la vita in un incidente con la sua automobile nel viaggio da Calimanesti a Manastirea Cornetu. Fu il momento in cui Enescu pensò di ufficializzare il suo legame con Maruca. Ma, complice anche la lontananza del compositore, sempre più spesso in tournée all'estero, nella vita di Maruca entrò il filosofo Nae Ionescu, giornalista di «Cuvântul», consigliere del re Carol II e mentore di Emil Cioran e Mircea Eliade. Più giovane di lei di 12 anni, separato dalla moglie Elena Margareta Fotino e padre di due figli, ma non divorziato, si presentò spesso come fidanzato ufficiale nel salotto del palazzo Cantacuzino su Calea Victoriei durante le esibizioni di Enescu organizzate dalla padrona di casa. Per la natura di Ionescu, Maruca Cantacuzino era l'occasione per entrare a far parte dell'alta società, come aveva sempre desiderato, e un trofeo da esibire con orgoglio. Abbandonata dall'amato dopo un amore durato cinque anni (Ionescu la lasciò nel 1933 per Lucia Popovici-Lupa, relazione che si concluse nel 1938, una volta uscito dal carcere di Miercurea-Ciuc, dove era stato mandato dal re Carlo II insieme ai simpatizzanti legionari), Maruca tentò il suicidio il 5 luglio 1933 buttandosi acido solforico sul viso . Rimase con una cicatrice sulla guancia destra, motivo per il quale indossò un cappello con veletta fino alla fine della sua vita. La notizia arrivò anche alle orecchie di Enescu, che abbandonò i suoi concerti all'estero e tornò vicino a lei.

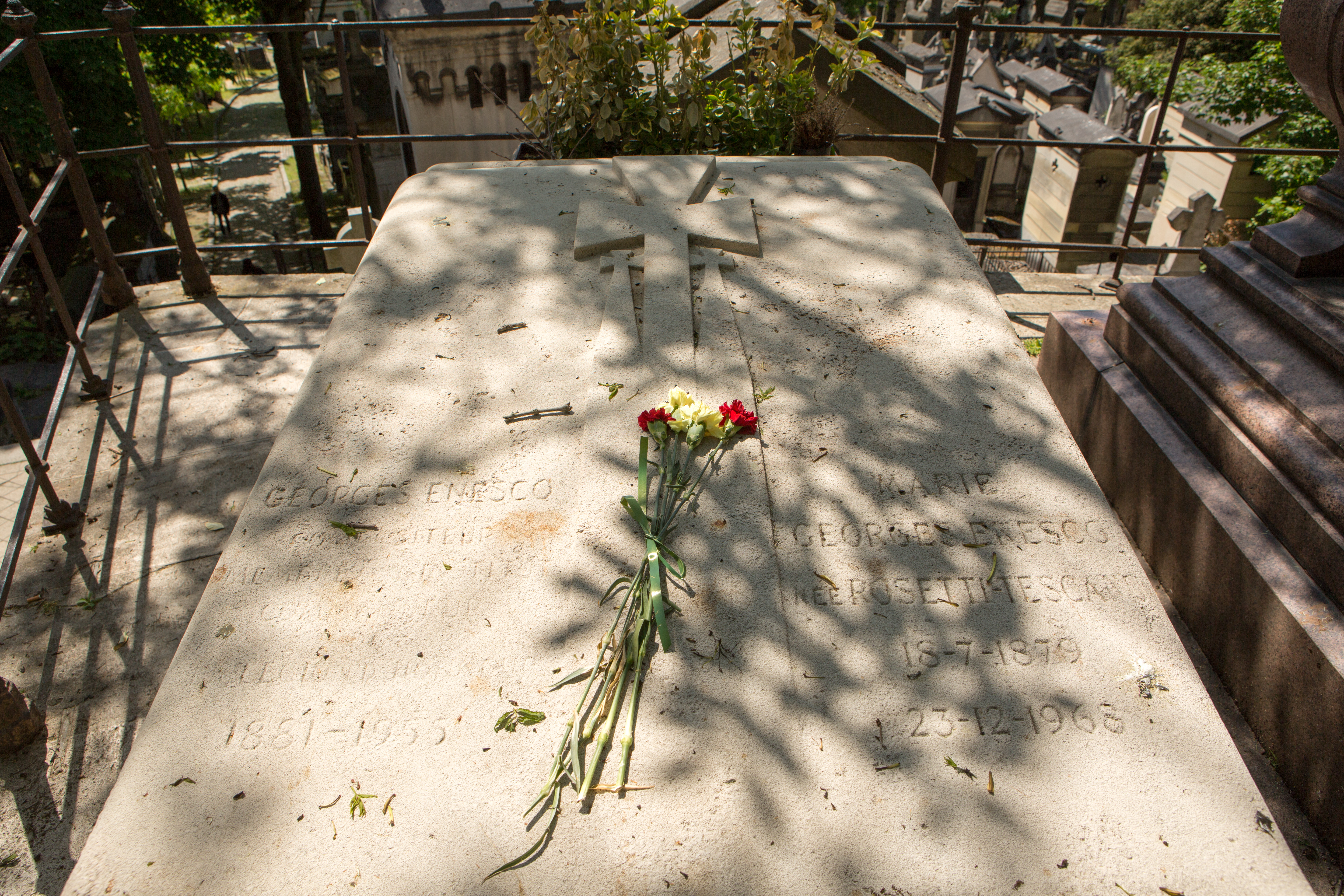

Maruca cadde in depressione, si isolò, rifiutò di nutrirsi al punto che i figli Bâzu e Alice si rivolsero ai medici che dichiarano la principessa non in grado di amministrare la proprietà ereditata dal marito defunto. Si riprese dopo due anni, nel 1935, grazie alle cure presso la clinica per disturbi mentali alle porte di Vienna e alla vicinanza affettuosa di George Enescu che, nonostante la contrarietà dei figli, sposò il 5 dicembre 1937, matrimonio al quale l'amica di Maruca, Cella Delavrancea, fece da testimone.
Enescu e Maruca lasciarono la Romania nel 1939 per ritornare per poco tempo dopo la seconda guerra mondiale e andare via definitivamente il 6 settembre 1946, con la nave "Ardealul", che li porterà a New York. Dopo si trasferirono a Parigi in villa de la Bellevue (rimasero fino al 1950, poi presero un modesto appartamento in Rue de Clichy) e anche qui, dopo trent'anni di vita amorosa tumultuosa, si parlò ancora di tradimenti, un amore di Maruca per il giovane Dinu Lipatti e quello di Enescu per Claudia Rogulski. Nella notte tra 4 maggio e 5 maggio 1955, indebolito e mezzo paralizzato, ma lucido fino all'ultimo, il compositore morì presso l'Hotel Atala, dove viveva con la moglie. Maruca si trasferì in Svizzera, a Vevey, nell'albergo di lusso l'"Hotel delle tre teste coronate" sulla riva del lago Leman e si spense 13 anni più tardi, nella clinica di Montreux. Nel 1972, i suoi resti, secondo le ultime volontà del marito, vennero trasferiti a Parigi e depositati accanto a quelli di George Enescu nella tomba del cimitero di Père-Lachaise di Parigi, l'unico posto dove Maruca rinunciò al titolo di principessa: l'iscrizione riporta la scritta Maria Enescu nata Rosetti-Tescanu 18-7-1879 23-12-1968.

## Eredità
Figura eccentrica, attratta dallo spiritismo e dalla magia, Maria Cantacuzino rimase nella storia come la principessa infelice, incompresa ed emotivamente instabile, che tradì e fu tradita e nella vita della quale l'unico punto fermo rimase l'amore di George Enescu.
Ilie Kogălniceanu la descrisse così:
(Ilie Kogălniceanu)
(Regina Maria di Romania)
(Cella Delavrancea)
Nel 1947, Maruca Cantacuzino-Enescu donò la residenza di Tescani, ad ovest di Bacău al Ministero della Cultura. Nel 1970, la casa fu restaurata preservando molto del mobilio originale (incluso il pianoforte suonato da Enescu) e nel 1980 fu inaugurata la "Casa memoriale Rosetti - Enescu". Dopo il 2006, la villa diventò una sezione del Museo Nazionale "George Enescu" e ospita eventi culturali.

## Memorie
- Umbre si lumini Amintirile unei printese moldave (Ombre e luci), memorie, edizione bilingue francese-rumeno, Editura Aristarc, traduzione si Elena Bulai[19]